# Psikye jezik
Psikye jezik (kamsiki, kapsiki, ptsake; ISO 639-3: kvj), čadski jezik skupine biu-mandara kojim govori preko 52 000 ljudi u Kamerunu i Nigeriji. 
Većina govornika (pleme Kapsiki) živi u kamerunskoj provinciji Far North (40 500; 1982 SIL). U Nigeriji se govori u državi Adamawa (12 000; 1992) u planinama Mandara. Ima nekoliko dijalekata: psikye (kapsiki, kamu), zlenge i wula (oula, ula-xangku, lying).

## Vanjske poveznice
- Ethnologue (14th)
- Ethnologue (15th)